# Cyril Pickard
Sir Cyril Stanley Pickard, KCMG (* 18. September 1917; † 26. Dezember 1992) war ein britischer Diplomat und Regierungsbeamter, der unter anderem von 1966 bis 1971 Hochkommissar in Pakistan sowie zwischen 1971 und 1974 Hochkommissar in Nigeria war.

## Leben

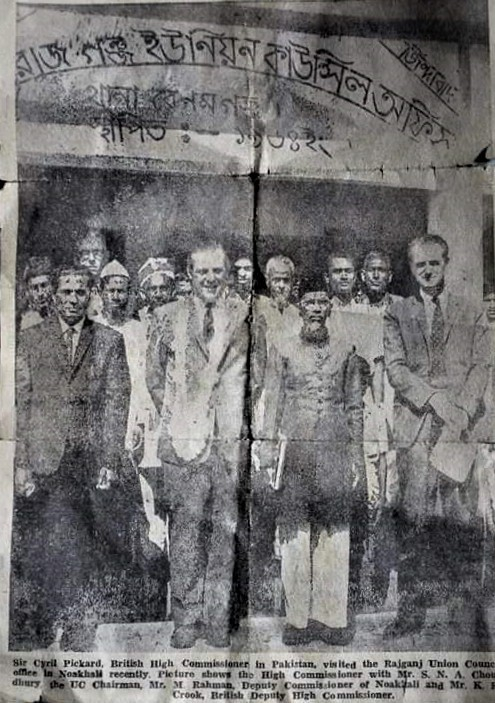
Sir Cyril Pickard (Mitte) mit dem stellvertretenden Hochkommissar Kenneth Crook (rechts) bei einem Besuch in Ostpakistan.

Cyril Stanley Pickard, Sohn von G. W. Pickard und Edith Humphrey Pickard, besuchte die 1916 gegründete Alleyn’s School in Dulwich und trat 1939 ins Innenministerium (Home Office) ein. Während des Zweiten Weltkrieges leistete er von 1940 bis 1941 Militärdienst in der Royal Artillery und fand daraufhin verschiedene Positionen in Kairo sowie im Anschluss in der 1943 gegründeten Nothilfe- und Wiederaufbauverwaltung, die nach Kriegsende von den Vereinten Nationen übernommen wurde. 1948 wechselte er ins Ministerium für Beziehungen zum Commonwealth of Nations und war zwischen 1952 und 1955 Botschaftsrat beim Hochkommissariat in Australien, nach seiner Rückkehr fungierte er im Ministerium für Commonwealth-Beziehungen von 1955 bis 1958 als Leiter des Referats Südasien und Mittlerer Osten (Head of South Asia and Middle East Department, Commonwealth Relations Office) sowie im Anschluss zwischen 1958 und 1961 als stellvertretender Hochkommissar in Neuseeland.
Daraufhin kehrte er ins Ministerium für Commonwealth-Beziehungen zurück und war dort zunächst zwischen 1961 und 1962 Leiter des Referats Wirtschaftspolitik. Danach war er von 1962 bis 1963 Leiter der Unterabteilung Auswärtige Angelegenheiten (Assistant Under-Secretary for Commonwealth Relations (Foreign Affairs Division)) sowie zwischen 1963 und 1964 Leiter der Unterabteilung Ferner Osten und Verteidigung (Assistant Under-Secretary for Commonwealth Relations (Far East and Defence)). Er wurde für seine Verdienste 1964 zum Companion des Order of St Michael and St George (CMG) ernannt. Daraufhin war er im Ministerium für Commonwealth-Beziehungen von 1964 bis 1965 Leiter der Unterabteilung Mittelmeerraum, Südasien und Verteidigung (Assistant Under-Secretary for Commonwealth Affairs (Mediterranean, South Asia and Defence)) sowie 1966 noch kurzzeitig Leiter der Unterabteilung Südasien und Atlantikraum (Assistant Under-Secretary for Commonwealth Affairs (South Asia and Atlantic)). Im Rahmen der Birthday Honours wurde er am 11. Juni 1966 als Knight Commander des Order of St Michael and St George (KCMG) geadelt, so dass er fortan das Prädikat „Sir“ führte.
Als Nachfolger von Sir Morrice James übernahm Sir Cyril Pickard 1966 den Posten als Hochkommissar in Pakistan. Er verblieb in dieser Funktion bis 1971 und wurde daraufhin von Sir Sir Laurence Pumphrey abgelöst. Zuletzt wurde er 1971 zum Hochkommissar in Nigeria ernannt, wo er als Nachfolger von Sir Leslie Glass seine Akkreditierung übergab. Dieses Amt behielt er bis zu seinem Eintritt in den Ruhestand 1974, woraufhin Sir Martin Le Quesne ihn ablöste.
Pickard heiratete in erster Ehe 1941 Helen Elizabeth Strawson, die 1982 verstarb.